# 維提群島
維提群島（Viti Levu Group）是斐濟的群島，由5座島嶼組成，主島是維提島，其他島嶼是姆巴乌岛、姆本加岛、努庫勞島和瓦圖萊萊島，總面積10,453平方公里，1996年人口574,801。
18°23′34″S 177°47′40″E / 18.39278°S 177.79444°E